# Comuna de Pszczółki
Pszczółki (polaco: Gmina Pszczółki) é uma gminy (comuna) na Polónia, na voivodia de Pomerânia e no condado de Gdański.
De acordo com os censos de 2004, a comuna tem 7694 habitantes, com uma densidade 154,4 hab/km².

## Área
Estende-se por uma área de 49,84 km², incluindo:
- área agricola: 86%
- área florestal: 2%

## Demografia
Dados de 30 de Junho 2004:
|                      | Total   | Total | Mulheres | Mulheres | Homens  | Homens |
| -------------------- | ------- | ----- | -------- | -------- | ------- | ------ |
|                      | pessoas | %     | pessoas  | %        | pessoas | %      |
| População            | 7694    | 100   | 3917     | 50,9     | 3777    | 49,1   |
| Densidade (pop./km²) | 154,4   | 100   | 78,6     | 78,6     | 75,8    | 75,8   |

De acordo com dados de 2005, o rendimento médio per capita ascendia a 2032,15 zł.

## Comunas vizinhas
- Pruszcz Gdański, Suchy Dąb, Tczew, Trąbki Wielkie